# Sybaris (album)
Sybaris (The 18th album of psychotronic music composed by Michel Huygen) is een studioalbum van Michel Huygen, in 1991 uitgebracht onder de artiesten/groepsnaam Neuronium.
Voor dit album, opgenomen in de periode augustus 1990 tot april 1991 in de eigen geluidsstudio van Huygen in Barcelona, schakelde synthesizerspecialist Huygen een oude bekende in: de gitarist Santi Pico. 
Het ontwerp voor de hoes, concept van Huygen en afbeelding van Lluís Brunet, was het duurste tot dan toe voor een album van Huygen.
Het album verscheen op een voor Huygen nieuw platenlabel: La Fabrica Magnetica SA gevestigd in Madrid, volgens Discogs een afsplitsing van Discos Radiactivos Organizados (DRO), waar eerdere albums van hem werden uitgebracht. Er kwamen zowel elpee (exclusief track Borobudur), muziekcassette en compact disc op de markt. Oorspronkelijk werd het alleen in Spanje uitgebracht, drie jaar later kwam een Europese persing door Tuxedo Music uit Zwitserland.  

## Muziek
| Nr. | Titel                         | Duur  |
| --- | ----------------------------- | ----- |
| 1.  | Hard business (Huygen)        | 9:46  |
| 2.  | "27" (Huygen)                 | 8:00  |
| 3.  | Sybaris (A-18) (Huygen)       | 3:40  |
| 4.  | Azulete (Huygen)              | 5:13  |
| 5.  | Folie d'amour (Huygen)        | 4:54  |
| 6.  | Borobudur (Huygen)            | 11:51 |
| 7.  | Peace from your eyes (Huygen) | 4:10  |
| 8.  | St Quirze Parc (Huygen)       | 5:15  |
| 9.  | Liquid secrets (Huygen)       | 12:30 |

"Sant Quirze parc" is een park in Sant Quirze del Vallès nabij Barcelona.